# サマー・トライアングル
『サマー・トライアングル』（Summer Triangle）は、2025年に制作された日本の青春・SF映画。第7回アジア・インディペンデント映画祭最優秀SF映画賞・最優秀SF脚本賞受賞作。
全編を人工知能（AI）が生成した映像で構成された長編映画。AI映像のみで構成された劇場用長編映画としては世界初の作品とされる。中澤太翔が監督・脚本・編集・製作などを一人で担当し、約10カ月の制作期間をかけて完成させた。
2025年6月21日に千葉でプレミア上映が行われた。
ハリウッド映画のトレーラー音楽を手がけたマーク・ジョン・ペトリーや英国アカデミー賞（BAFTA）ノミネートのアンドリュー・プラウローら、総勢10名を超える国際的作曲家が音楽を担当している。

## 登場人物・キャスト
ベガ
声 - ナユキユズ
アルタイル
声 - 関根有咲
デネブ
声 - 後藤恵里菜
その他の出演
嶺井一也
蟹江俊介
篠原慎
イトウタカユキ

## スタッフ
- 監督：中澤太翔[6]
- 脚本：中澤太翔[6]
- 編集：中澤太翔[6]
- AIアーティスト：中澤太翔[6]
- プロデューサー：中澤太翔[6]
- 音楽：マーク・ジョン・ペトリー（英語版）、アンドリュー・プラウロー（英語版）、トレバー・コワルスキー、クリストファー・モー・ディトレブセン、他[7]
- 製作会社：STARGAZER[6]

## 製作
監督の中澤はAI技術を独学で学び、脚本執筆・映像生成・編集・プロデュースまでの全工程を一人で担った。生成された映像は著作権法を遵守したAIツールを用い、法的適合性と独自性の確認は専門家によって行われた。
音楽および音声は全て人間の手で制作されており、AIは使用されていない。音声業界三団体（日本俳優連合、日本芸能マネージメント事業者協会、日本声優事業社協議会）による「生成AIに関する主張」を尊重し、声明に抵触しない形で制作されている。

## 公開・評価
全編をAIが生成した映像で構成された本作は、AI映画という新たなジャンルの長編作品として注目を集め、2025年6月21日に開催されたプレミア上映会には、国会議員、実業家、文化人など各界から多数の来場者が出席した。
プレミア上映会に出席した衆議院議員の本庄知史は、「正直、途中まで生成AIによる映像と気づかないほどのクオリティでした。一方で、ストーリー、声、音楽は人の手によるもので、AIと人間のハイブリッドがこの映画の魅力をさらに高めていると思います」と高く評価した。

### 受賞歴
| 年                                    | 映画賞                                      | 部門                       | 対象 | 結果 |
| ------------------------------------- | ------------------------------------------- | -------------------------- | ---- | ---- |
| 2025                                  |                                             |                            |      |      |
| 第7回アジア・インディペンデント映画祭 | Best Science Fiction Film（最優秀SF映画賞） | 『サマー・トライアングル』 | 受賞 |      |
| 第7回アジア・インディペンデント映画祭 | Best Sci-fi Screenplay（最優秀SF脚本賞）    | 中澤太翔                   | 受賞 |      |